# 法國執法機構

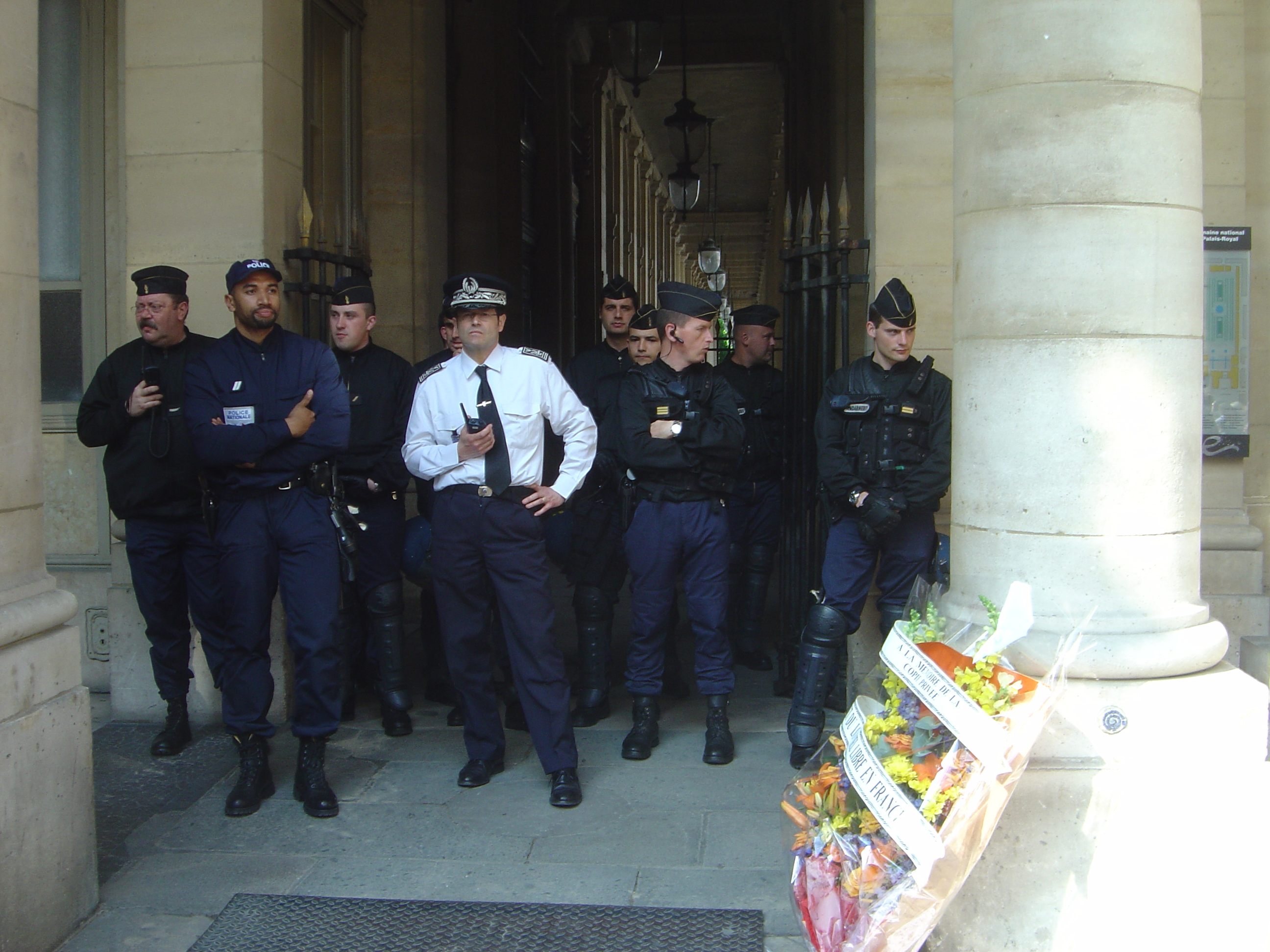
法國國家警察及法國憲兵機動隊員在大型示威中留守法國文化及通信部大樓外。

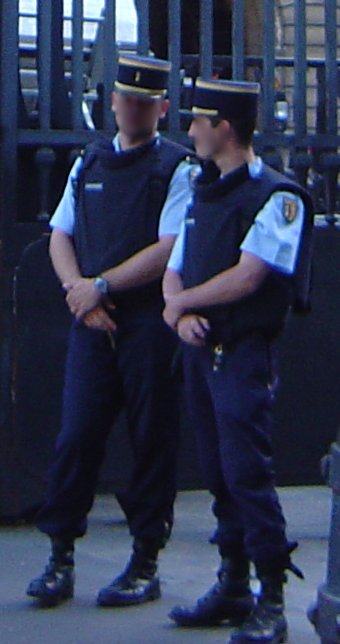
法國憲兵執勤護衞巴黎司法廳。

法國執法機構或法國警察部隊分為國家及地方層次，三間國家層次執法機構、及各法國市鎮有權成立所屬市警察。 法國內政部成立直屬的巴黎警察廳，及由法國國家警察提供首都巴黎的社區警政及消防事務。 法官進入研訊之前，完全監督刑事偵緝案件，並指點司法警員的調查進度。

## 組織

### 國家級
法國政府成立三間國家級執法機構，授權在全球法國領土執行合法搜查和拘捕：
- 法國國家警察，前身為治安處，擁有法國各大城市及市區的警政管轄權；員工15萬，直屬法國內政部。
- 法國國家憲兵，法國軍隊4個軍種之一。 法國的國家憲兵擔任軍隊憲兵職責之外，並且擁有法國鄉郊、2萬人口以下地區及各法軍設施的警政管轄權；直屬法國國防部，但是保安行動上交付法國內政部指揮；法國國家憲兵總員額為10萬人。
- 法國海關總局（DGDDI），負責海關職務，直屬法國經濟、工業與就業部長；員工兩萬。

### 次級
數個法國城市成立市警察，但只有有限度的治安權力，任何刑事檢控程序交由法國國家警察辦理。 
- 法國鄉郊市鎮可成立遊騎警進行鄉郊環保及限度巡邏工作。
- 法國監獄總署（Direction de l'administration pénitentiaire）擁有防暴動的地區緊急應變隊 - Équipes régionales d’intervention et de sécurité。
- 瓦利斯及富圖納群島擁有當地衛隊及土著警察。

### 國家警察及國家憲兵
兩所國家級執法機構的存在分別在司法管轄區-市區及鄉郊。從1941年起，國家警察執法範圍只在一萬居民以上地區，國家憲兵負責人口一萬居民以下範圍的警政；然而，市區範圍因人口增長，使近郊住宅區擴大及公共服務範圍變更。此外，當警政因人口變更使管轄區轉手予唯一競爭對手是非常爭議性，因通常，一隊憲兵管轄範圍較國家警察的範圍大。在2003至2005年期間的新措施，將國家警察全管大都會市區的警政。憲兵執行二萬人口以下的城市及鄉郊的警政。其他實行國家憲兵警政的國家亦模枋法式警政管轄區制度，例如加拿大皇家騎警。
加上，國家警察及國家憲兵各有數項受權：
- 國家警察負責法國領土的出入境管制；
- 憲兵負責法國軍方保護及治安；海岸防衛及海上治安搜救；及屬下的法國共和國衛隊執行邊境及機埸保安，和大型公共機建保安。

各分區國家警察或各省國家憲兵隊若沒有司警經驗時，所屬總區均有司法警察隊伍（police judiciaire）接手調查；並各有司法科學實驗所向所屬部隊提供鑑證服務。雖然法國國家警察進行大多數刑事案件，但實行歐陸法系的法國，負責刑事案件調查的法官有全權將某案件轉交至國家憲兵隊。
兩所國家級執法機構均有特警隊：國家憲兵干預隊包含裝甲及空降小隊；法國國家警察可動用全國性RAID及9隊地區性國家警察干預隊。
兩所國家級執法機構均有防暴警察隊伍：國家警察可動用法國共和國保安部隊，國家憲兵可動用機動憲兵隊。兩隊伍擁有全國性人群管理及大型搜救運作。保持軍隊憲兵警政的正當化原因，是法國軍隊永不能組織工會，但民警還可以，使政府管理警政比較容易。另外，法國現時有憲兵配偶關注團體。憲兵居住於所屬基地的兵房，但法國國家警察警員須要自付住宿。

## 程序

### 社區警政
法國的社區警政包含各種由省長指揮及監督，國家警察及國家憲兵在所屬管轄區進行一般的社區警政工作：指揮交通、為公共示威活動進行交通改道、執行市區條例、動用人群管理警員例如共和國機動部隊或機動憲兵隊。

### 司法警政
使用歐陸法系的法國，司法警政包含當地法官指揮及監督刑事偵緝案件調查進度。 例如：
- 追蹤及逮捕疑犯
- 在司法程序時期，般問疑犯
- 搜集證據
- 送達搜查令

全部司法警政根據刑罰程序守則（Code de procédure pénale）第12至29條執行。國家警察及國家憲兵隊各有所屬司警隊伍。

## 外部連結
- 法國國家警察網站 （页面存档备份，存于） （法文）
- 法國國家憲兵隊網站 （页面存档备份，存于） （法文）